# 牛金星
牛 金星（ぎゅう きんせい、? - 1652年）は、明朝末期、順の李自成の軍師・政治家。字は聚明。河南宝豊県陂北里大牛庄の出身。

## 生涯
1627年（天啓7年）、挙人に及第した。謀略に長けていたという。後に、中原一帯に勢力を拡大していた李自成率いる反乱軍に身を投じた。流賊出身で盗賊的性格の強い李自成軍に対し、刑罰を寛容にし飢民に施しを与え、人心を掌握するよう提言したという。1640年（崇禎13年）冬、同じく挙人出身の李巌を李自成に推薦する。
1644年（崇禎17年）正月、李自成が樹立した順政権において天祐殿大学士に指名され、知識人出身者の少ない李自成軍において非常に重宝された。またこの頃、後に有名になる宋献策を推挙したという。牛は非常に度量が狭い人物だったと言われ、李自成が北京を陥落させるとその宰相として専権を振るい、李自成に皇帝の即位式を行うようしきりに要請していた。呉三桂が清兵を率いて山海関から北京に迫ると呉三桂の父と一族を皆殺しにした。
呉三桂の軍が迫る中、李自成は牛の進言を受け入れ、紫禁城の武英殿において即位の大典を行った。その翌日、残党を率いて李自成と共に北京から逃亡した。その途中、意見が対立していた李巌を讒言して謀殺し、劉宗敏と宋献策をはじめとして李自成軍の古参が離反する要因を作り出したという。
その後、1645年（順治2年）夏、牛金星とその子の牛佺は清に投降し、官職を授けられる。牛佺は黄州の知府に任じられた一方、牛金星は同じく清に登用されていた明朝の官僚出身者からの評判が非常に悪く、清の朝廷もその扱いに苦慮したという。1652年（順治9年）、子の牛佺が勤務する役所において病没した。

## 伝記資料
- 『明史』